# بايرون ألفاريز
بايرون ألفاريز (بالإسبانية: Byron Alvarez)‏ هو لاعب كرة قدم مكسيكي، ولد في 21 أكتوبر 1978 في مدينة مكسيكو في المكسيك. لعب مع تشارلستون بيتري ونيويورك ريد بولز.